# مارسل پوبلوم
مارسل پوبلوم (انگلیسی: Marcel Poblome; ۱ فوریهٔ ۱۹۲۱ – ۱۷ ژوئیهٔ ۲۰۰۹) بازیکن فوتبال اهل فرانسه بود.
از باشگاه‌هایی که در آن بازی کرده‌است می‌توان به آ.اس موناکو، باشگاه فوتبال لو مان، و باشگاه فوتبال تولوز اشاره کرد.